# Raptors 905 2020-2021
La stagione 2020-21 dei Raptors 905 fu la 6ª nella NBA D-League per la franchigia.
I Raptors 905 vinsero la regular season con un record di 12-3. Nei play-off vinsero i quarti di finale con gli NBA G League Ignite (1-0), perdendo poi la semifinale con i Delaware Blue Coats (1-0).

## Roster
| N° | Naz.                   | Ruolo | Sportivo          | Anno | Alt. | Peso |
| -- | ---------------------- | ----- | ----------------- | ---- | ---- | ---- |
| 1  | Stati Uniti (bandiera) | G     | Rawle Alkins      | 1997 | 196  | 100  |
| 2  | Stati Uniti (bandiera) | G     | Jalen Harris      | 1998 | 196  | 88   |
| 3  | Stati Uniti (bandiera) | A     | Tres Tinkle       | 1996 | 201  | 102  |
| 4  | Stati Uniti (bandiera) | AC    | Henry Ellenson    | 1997 | 208  | 109  |
| 5  | Stati Uniti (bandiera) | G     | Breein Tyree      | 1998 | 188  | 88   |
| 6  | Stati Uniti (bandiera) | G     | Gary Payton       | 1992 | 191  | 98   |
| 7  | Stati Uniti (bandiera) | GA    | Kevon Harris      | 1997 | 198  | 98   |
| 8  | Stati Uniti (bandiera) | G     | Malachi Flynn     | 1998 | 185  | 79   |
| 10 | Stati Uniti (bandiera) | G     | Matt Morgan       | 1997 | 188  | 79   |
| 11 | Canada (bandiera)      | G     | Nik Stauskas      | 1993 | 198  | 94   |
| 20 | Stati Uniti (bandiera) | AC    | Dewan Hernandez   | 1996 | 208  | 107  |
| 21 | Stati Uniti (bandiera) | G     | Jarron Cumberland | 1997 | 196  | 95   |
| 24 | Stati Uniti (bandiera) | A     | Alize Johnson     | 1996 | 201  | 96   |
| 31 | Stati Uniti (bandiera) | A     | Matt Mooney       | 1997 | 188  | 90   |
| 55 | Stati Uniti (bandiera) | AC    | Donta Hall        | 1997 | 208  | 104  |

## Staff tecnico
- Allenatore: Patrick Mutombo
- Vice-allenatori: Ryan Schmidt, Arsalan Jamil, Charles Dube-Brais, Charles Kissi, Eric Khoury, Will Rooney, Wumi Agunbiade, Brittni Donaldson, John Bennett
- Preparatore atletico: Giovanni Sardella